# Šmit
Šmit je priimek več znanih Slovencev:
- Aleš in Franc Šmit, smučarska delavca
- Jože Šmit (1922—2004), časnikar, pesnik, lektor, urednik in prevajalec
- Milena Šmit, diplomatka
- Žiga Šmit (*1954), fizik
- Rok Šmit (*1997/8), kajakaš

## Tuji nosilci
- Krunoslav Šmit, hrvaški arhitekt in urbanist, univ. prof.
- Vlado Šmit (*1980), srbski nogometaš in trener